# Emu
Emu (lat. Dromaius novaehollandiae) je druga po veličini suvremena ptica. Uz klokana se nalazi na grbu Australije. 

## Opis
Vrat i noge su dugi, ali krila su sićušna: samo 20 cm duga. Mladunci imaju uzdužne crne, smeđe i krem šare da bi se prikrili u grmlju i travi. Imaju dvostruko perje, od kojeg je drugo iste dužine kao i prvo. Nakon mitarenja ove ptice su tamne, ali kako pigmenti koji daju smeđu boju blijede na suncu, postaju svjetlije. 
Hrani se dijelovima biljaka u kojima su koncentrirane hranjive tvari: sjemenje, plodovi, cvijeće, mladi izdanci. Brzo se razmnožavaju i rastu. 
Ženke nesu 9-20 jaja u travnju, svibnju i lipnju. Jaja koja su tek snesena su tamnozelena, ali tijekom inkubacije tamne i postanu skoro crna.

## Rasprostranjenost
Naseljava Australiju. Stanište su mu sva područja osim prašuma i goleti; rijetko ga se može vidjeti u pustinjama i na krajnjem sjeveru. 

## Odnos s čovjekom
Do pred kraj 18. st. bilo je nekoliko vrsta i podvrsta emua. Patuljasti emui s Kraljevskog otoka i Otoka klokana, kao i podvrste iz Tasmanije su bile istrebljene nakon dolaska europljana. Australska vlada je 1932. pokušala odstrijeliti emue postrojbama s automatskim puškama. Ptice su bile izuzetno vješte u izbjegavanju metaka pa "rat protiv emua" nije uspio. 
Jedini je živi predstavnik roda Dromaius.

## Drugi projekti
|  | Zajednički poslužitelj ima još gradiva o temi emu |
|  | Wikivrste imaju podatke o taksonu emuu            |